# Laser Love (canção de T. Rex)
"Laser Love" é uma canção da banda britânica de rock T. Rex, escrita por Marc Bolan e lançada como single em 2 de outubro de 1976 pela EMI Records. Nenhuma faixa do single foi lançada em um álbum de estúdio, mas ambas foram incluídas em relançamentos do álbum Futuristic Dragon (1976). A canção ficou na tabela musical britânica por quatro semanas, chegando ao número 41.